# Iracundus
Iracundus is een monotypisch geslacht van straalvinnige vissen uit de familie van schorpioenvissen (Scorpaenidae). Het geslacht is voor het eerst wetenschappelijk beschreven in 1903 door Jordan & Evermann.

## Soort
- Iracundus signifer Jordan & Evermann, 1903